# EDF power solutions
EDF power solutions est une holding regroupant des entreprises de production d'énergies renouvelables, filiale à 100 % du groupe EDF. Elle compte plus de 15 GW d'énergies renouvelables en exploitation. Le groupe portait le nom EDF Renouvelables jusqu'au 17 juin 2025.
L'énergie éolienne est la filière principale du groupe.

## Historique
En 1990, la Société Internationale d'Investissements Financiers - Énergies (SIIF Énergies) est créée par Pâris Mouratoglou.
En 2000, il cède 35 % de SIIF Énergies à Électricité de France. En 2002, EDF renforce sa participation dans SIIF Énergies à 50 %. En 2004, SIIF devient EDF Énergies Nouvelles (EDF EN), tout en gardant la même structure de capital. En 2006, EDF Énergies Nouvelles est introduite en Bourse. Pâris Mouratoglou conserve 25,1 % du capital, EDF 50 %, le solde étant le flottant en bourse.
EDF Énergies Nouvelles quitte la bourse le 15 août 2011, après rachat de la participation de Pâris Mouratoglou et OPA sur le flottant. EDF détient 100 % d'EDF EN.
En 2013, il entre dans le marché indien puis en 2015 au Brésil et au Chili. En 2016, le groupe entre en Chine. EDF EN achète 80 % du capital de la société UPC Asia Wind Management, basée à Hong Kong et spécialisée dans l'éolien terrestre en Chine, avec 174 MW de capacités en opération, 130 MW en construction, et plus de 1 GW en développement. EDF EN espère y construire 200 à 300 MW de capacités éolienne par an, pour arriver à 2 GW en cinq ans, en s'associant avec des partenaires chinois projet par projet. Cette même année, EDF Énergies Nouvelles rachète l'activité éolienne de Séchilienne-Sidec (désormais Albioma) pour 59 millions d'euros.
À la fin du mois de février 2016, EDF EN annonce le lancement d'une offre de batterie lithium-ion couplée à des panneaux solaires pour le résidentiel.
En avril 2017, EDF EN annonce l'acquisition d'une participation majoritaire de 61 %, en plus d'obligations convertibles dans Futuren, un opérateur de parc éolien, valorisant ce dernier à environ 188 millions d'euros.
En juillet 2017, EDF EN dispose de 2,4 GW en construction dont 0,9 GW de solaire, et de capacités brutes installées supérieures à 10 GW.
En décembre 2017, EDF lance le Plan Solaire. Le groupe EDF, à travers sa filiale EDF EN, souhaite ainsi développer et construire 30 GW de solaire photovoltaïque en France entre 2020 et 2035, pour un investissement de l’ordre de 25 milliards d’euros. Il sera réalisé essentiellement via de très grandes installations de 100 MW qui viendront s'ajouter aux autres investissements dans les énergies renouvelables en France et à l'étranger.
En septembre 2018, EDF Énergies Nouvelles devient EDF Renouvelables.
En avril 2019, le groupe acquiert l’entreprise Luxel, spécialiste des installations photovoltaïques.
En juin 2025, EDF Renouvelables devient EDF power solutions.
En juillet 2025, EDF Power Solutions étudie la possibilité d'ouvrir le capital de certaines de ses filiales, notamment en Amérique du Nord et au Brésil. Il s'agirait de céder jusqu'à 50 % de la filiale nord-américaine d'EDF Renouvelables, qui représente à peu près un tiers de son activité, et jusqu'à 50 % de sa filiale brésilienne. EDF Renouvelables a subi une perte nette de 1,45 milliard d'euros en 2024 pour un chiffre d'affaires de 2,4 milliards d'euros ; les baisses de valeur sur des projets ou parcs existants aux États-Unis, mais aussi au Royaume-Uni, en Chine ou au Mexique, lui ont coûté 1,27 milliard d'euros. En février 2025, EDF a déprécié son projet Atlantic Shores, mené avec Shell, à hauteur de 900 millions d'euros, à la suite des mesures contre les éoliennes en mer du président américain Donald Trump.

### Identité visuelle

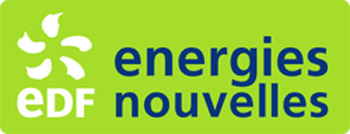
Logo de 2004 à 2012.
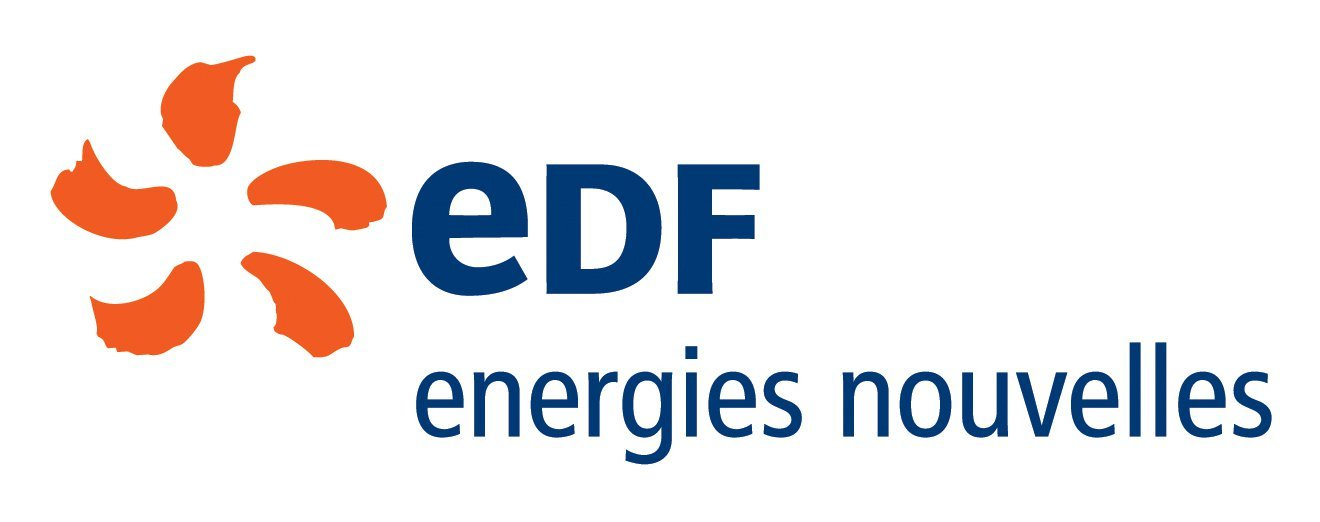
Logo de 2012 à 2018.
Logo de 2018 à juin 2025.
Logo depuis juin 2025.

## Activités

### Éolien terrestre et en mer
L'éolien est la filière principale d’EDF power solutions, représentant 87 % de sa capacité installée totale, répartie principalement en Europe et en Amérique du Nord.
EDF a signé un contrat d'approvisionnement avec le Groupe Procter & Gamble pour fournir en électricité éolienne ses sites Nords-Américains de fabrication des produits de soin du linge de maison.
Elle poursuit son déploiement avec trois projets structurants en cours de développement en France, gagnés dans le cadre d’un appel d'offres gouvernemental, totalisant près de 1 500 MW à Saint-Nazaire, Courseulles-sur-Mer et Fécamp. Le chantier de raccordement des 80 éoliennes en mer de 6 mégawatts du parc éolien en mer de Saint-Nazaire a démarré en août 2020, pour une mise en service en 2022.

### Solaire photovoltaïque
La société développe des centrales au sol. En France, elle fournit des solutions solaires sur toitures pour particuliers et professionnels. Elle a des activités dans la filière solaire dans neuf pays et dispose près de 899,7 MWc bruts en exploitation et 547,5 MWc en construction.
En 2016, EDF Énergies Nouvelles se lance dans l'autoconsommation via sa filiale EDF ENR. La même année, elle ouvre sa plus grande centrale solaire « Boléro » dans le désert d'Atacama au Chili, d'une capacité de 146 MWc.
En janvier 2018, Photowatt, filiale d’EDF EN établie en France spécialisée dans la fabrication de cellules et de modules photovoltaïques, annonce un projet de développement de la société qui reposerait sur un nouveau modèle industriel (création d’une société dénommée Photowatt Crystal Advanced avec ses partenaires industriels) et sur le déploiement de ses activités de R&D.

### Stockage d'électricité
En mars 2018, EDF annonce un plan de stockage électrique d’envergure, avec l’objectif de devenir le leader européen du secteur à l’horizon 2035, pour un investissement représentant 8 milliards d’euros sur la période 2018-2035.
En juin 2018, EDF inaugure l’installation de stockage par batterie de la centrale de West Burton au Royaume-Uni, d’une puissance de 49 MW.
L'entreprise développe dans 8 pays (France, Espagne, Italie, Grèce, Israël, Inde, États-Unis et Canada) plusieurs parcs solaires au sol et des centrales en toitures de bâtiments industriels, commerciaux et collectivités.

## Présence dans le monde
EDF power solutions, à travers ses différentes filiales, est présente dans 21 pays et emploie plus de 3 000 salariés.

### Europe

#### Allemagne
Le 5 juillet 2017, EDF Énergies Nouvelles annonce le rachat de la société Offshore Wind Solutions (OWS), une société allemande spécialisée dans l'opération et la maintenance des parcs éoliens en mer, afin de compléter l’activité de sa filiale Reetec.
En décembre 2018, EDF lance le repowering du parc éolien d’Eckolstädt (installé en Thuringe depuis 1999) ; d’une capacité initiale de 14,5 MW, il produira après sa "mise à jour" technologique une capacité installée de 34,5 MW.

#### Belgique
EDF EN exploite le parc de C-Power (325 MW) depuis 2013.

#### France
En 2014, EDF EN met en service deux parcs éoliens en Champagne-Ardenne et en Picardie, d'une puissance de 25 MW, représentant la consommation annuelle d'environ 22 000 habitants.
En novembre 2015, le groupe franchit le cap d'1 GW de puissance installée en éolien terrestre en France avec l'acquisition de deux nouveaux parcs de 44 MW au total : les Trois-Sources dans la Meuse et Lomont dans le Doubs, en service respectivement depuis 2007 et 2008.
Le 6 avril 2016, EDF Énergies Nouvelles annonce la mise en service du parc éolien de Joncels (Languedoc-Roussillon-Midi-Pyrénées) de 11,9 MW.
En août 2016, EDF EN recueille par une campagne de financement participatif 306 060 euros pour la construction de deux parcs à Labécède-Lauragais, Saint-Papoul et Payra-sur-l'Hers d'une capacité de production de 150,6 MWh/an. Ce projet, capable de couvrir les besoins de 59 000 personnes hors chauffage, a été entièrement financé par les habitants de ces villes.
En avril 2017, le groupe annonce l'acquisition du développeur éolien Futuren qui lui permettrait de se développer sur le marché allemand. Le 11 mai 2017, EDF EN confirme le rachat pour environ 320 millions d’euros de la majorité des parts de Futuren. L’accord est officialisé le 9 juin 2017. En juillet 2017, EDF annonce l'acquisition de 100 % de Futuren.
En juin 2017, EDF inaugure le parc éolien de la montagne ardéchoise, le plus puissant de la Région Auvergne-Rhône-Alpes, situé sur six communes du département de l’Ardèche (Saint-Étienne-de-Lugdarès, Lespéron, Lavillatte, Issanlas, Le Plagnal et Laveyrune). L’installation comprend 29 turbines pour une puissance installée de 73,5 MW. EDF ouvre également dans la région une agence de développement de projets d’énergies renouvelables. Fin juin 2017, le préfet des Ardennes signe l’autorisation unique pour le projet de parc éolien du Mont-des-Quatre-Faux, situé entre Charleville-Mézières et Épernay. Porté par EDF EN en association avec le développeur belge WindVision, il comprendra à terme 63 éoliennes de 3,5 à 5 MW de puissance crête chacune.
Le 6 juillet 2017, EDF EN Services, filiale d’EDF EN assurant l'exploitation et la maintenance de centrales de production d'électricité éoliennes et photovoltaïques, inaugure le centre de gestion régional de Villeveyrac (Occitanie). Il est relié en permanence au centre de conduite européen de Colombiers dans l’Hérault, qui supervise et contrôle à distance l’ensemble des unités de production renouvelables gérées par EDF EN. Le 19 juillet 2017, la région Occitanie, signe avec le groupe EDF un nouvel accord de collaboration dans le but d’accompagner l’Occitanie dans son ambition de devenir une région à énergie positive d'ici 2050. D'après la présidente de région Carole Delga, ce partenariat comprend trois axes de développement majeurs : l'innovation, la transition énergétique, la formation et l’emploi. Le 21 juillet 2017, EDF Énergies Nouvelles et Naval Energies-OpenHydro lancent la construction de la première usine d'assemblage d'hydroliennes en France à Cherbourg-en-Cotentin (Manche), nommée Normandie Hydro.
En octobre 2017, EDF EN et ArcelorMittal Méditerranée annoncent la mise en service de la centrale photovoltaïque de La Fossette, d’une puissance de 12 MW, à Fos-sur-mer (Bouches-du-Rhône).
En décembre 2017, EDF EN annonce un renforcement de son implantation éolienne et solaire en Occitanie, avec 120 MW de projets à construire sur 2018 et 2019, ainsi que 500 MW de projets en développement.
Le 20 juin 2018, EDF annonce la mise en service du parc éolien de Belfays, en région Grand Est, d’une capacité installée de 20 MW. Il est composé de composé de 10 éoliennes de 2 MW de puissance unitaire.
En septembre 2019, l’entreprise inaugure une centrale solaire sur le site de l’ancienne centrale thermique d’Aramon.
En octobre 2019, l’entreprise met en service un parc éolien d’une capacité de 22 MW dans la Marne.

##### Eolien en mer
En France, la filiale d'EDF remporte en 2014 trois sites d'exploitation dans le cadre d'un appel d'offres du Gouvernement.
Le 10 mai 2016, l'entreprise, par l'intermédiaire de sa filiale EDF EN, noue un partenariat avec la société canadienne Enbridge pour la construction des trois parcs éoliens en mer au large de Saint-Nazaire remportés lors d'un appel d'offres en 2012. EDF avait remporté ces contrats en consortium avec Alstom et l'entreprise danoise Dong Energy (devenue Orsted). Enbridge et EDF sont déjà partenaires au Canada. En juin 2018, Emmanuel Macron confirme la réalisation des trois parcs éoliens.

##### Solaire
En France, les centrales solaires les plus importantes sont :
- Toul - 115 MWc (Meurthe-et-Moselle)
- Le Gabardan - 67 MWc (Les Landes)
- Crucey - 60 MWc (Eure-et-Loir)
- Massangis - 56 MWc (Yonne)

Durant l'été 2016, la compagnie présente au Jardin des Plantes, à Paris, la Smartflower, le premier générateur photovoltaïque en forme de fleur. Composée de douze pétales, cette fleur de 5 mètres de haut se referme lorsqu'il y a du vent et a alors déjà permis de fournir 70 % des besoins en électricité d'une cantine à Anthy-sur-Léman.
Le 11 décembre 2017, EDF lance le Plan Solaire, qui vise à développer et construire 30 GW de solaire photovoltaïque en France entre 2020 et 2035, pour un investissement de l’ordre de 25 milliards d’euros. Il sera réalisé essentiellement via de très grandes installations de 100 MW.

#### Royaume-Uni
EDF Renewables est une filiale d’EDF Renouvelables, détenue à parts égales avec EDF Energy. La société est centrée sur le développement, la construction et l’exploitation de parcs éoliens terrestres et en mer, avec près de 600 MW d’éolien déjà en exploitation et 100 MW en construction en 2016. La société emploie plus de 150 personnes en 2016.
Depuis 2013 EDF exploite le parc éolien de la mer de Teeside (62 MW).
En 2014, EDF Énergies Nouvelles remporte un appel d’offres pour l’exploitation du site démonstrateur d’éolien en mer de Blyth. Détenu à 100 % par EDF Énergies Nouvelles, le projet est construit par EDF Renewable Energy et totalise une puissance de 41,5 MW. L’installation de cinq turbines, qui sont les plus puissantes en activité dans un parc en mer, est achevée en octobre 2017. Le démonstrateur de Blyth est aussi le premier à utiliser des câbles sous-marins de 66 kV enterrés. Le parc éolien en mer de Blyth est inauguré en juin 2018.
En avril 2017, EDF Renewable Energy, en joint-venture avec EDF Energy, annonce la mise en service des parcs éoliens de Corriemoillie (47,5 MW), Beck Burn (31 MW) et Pearie Law (19,2 MW).
Le 13 juillet 2017, EDF Energy Renewables annonce le rachat auprès du gestionnaire d’actifs Partnerships for Renewables de onze projets de parcs éoliens en développement situés en Écosse. EDF Energy Renewables exploite en 2017 319 MW de capacité installée et compte plus d’1 GW de projets en développement en Écosse[réf. nécessaire].
En mai 2018, EDF Énergies Nouvelles fait l’acquisition en Écosse du projet de parc éolien  Neart Na Gaoithe auprès de la société Mainstream Renewable Power, au terme d’un processus compétitif. Il permettra de produire 450 MW. La construction est lancée en novembre 2019.

### Amériques

#### Amérique du Sud

##### Brésil
En juin 2017, EDF EN annonce l’acquisition de 80 % d’un projet de centrale photovoltaïque de 115 mégawatts au Brésil (Pirapora II), auprès de la société Canadian Solar, qui fait suite à une acquisition similaire en 2016 dans le projet Pirapora. Le 10 août 2017, EDF EN et Canadian Solar annoncent la conclusion d’un partenariat concernant la cession par Canadian Solar de 80 % du projet photovoltaïque de Pirapora III (92,5 MWc) à EDF EN do Brasil, filiale locale d’EDF EN. Le projet est actuellement en phase de construction et sa mise en service est prévue au quatrième trimestre 2017. EDF EN do Brasil est chargé de la construction et de l’exploitation du projet, et Canadian Solar produit les modules du projet au sein de son usine établie au Brésil. En novembre 2017, deux des trois phases du projet de Pirapora d’une puissance cumulée de 284 MWc sont entrées en exploitation. La mise en service complète de Pirapora est prévue au second semestre 2018.
En avril 2018, EDF EN annonce avoir remporté un contrat de fourniture d’électricité de long terme (PPA) au Brésil dans le cadre d’une enchère fédérale, pour un projet éolien d’une capacité de 114 MW dans l’État de Bahia. Suite à une autre enchère fédérale fin août 2018, EDN EN remporte deux autres projets éoliens dans cet état, qui constituent une extension de parcs éoliens existants : le premier rajoute 147 MW au parc de 114 MW (Folha Larga) attribué en avril, et le deuxième rajoute 129 MW à un parc de 183 MW (Ventos de Bahia), qui devrait être mis en service dans les semaines suivantes.
Fin novembre 2018, EDF Renouvelables au Brésil annonce la signature d’un contrat de vente d’électricité de long terme avec Braskem. L’électricité sera produite par un nouveau projet éolien d’EDF Renouvelables, d’une capacité installée de 33 MW et dont la construction débutera en 2019 dans l’Etat de Bahia.

##### Chili
En 2015, EDF EN investit pour la première fois au Chili avec un projet de centrale photovoltaïque dans le nord du pays, dans le désert d'Atacama. Le site bénéficie du plus haut niveau de radiation solaire et d'une capacité de 146 MWc. Le 1er décembre 2016, EDF inaugure la centrale en présence du PDG du groupe, Jean-Bernard Lévy. Ce projet, de 300 millions d'euros, a été lancé en partenariat avec l'entreprise japonaise Marubeni ; la centrale couvre une superficie de 545 hectares et compte 475 000 panneaux fournis par Canadian Solar et Jinko. Le groupe mène en parallèle deux chantiers en Amérique du Nord, parmi lesquels l'extension de la centrale solaire de Catalina en Californie, l'une des plus puissantes au monde (143 MWc) et prévoit de construire 155 MWc en Inde en 2015.
Mi-janvier 2018, EDF EN annonce la mise en service au Chili de la centrale photovoltaïque de Santiago Solar (115 MWc), composée d’environ 400 000 modules et s’étendant sur plus de 200 hectares

##### Guyane
En septembre 2017, EDF EN confirme son projet d’extension de la centrale solaire avec stockage de Toucan, co-construit avec la mairie de Montsinery-Tonnegrande (Guyane). Sa mise en service prévue au second semestre de 2018, et l’installation totalisera une puissance installée de 10 MWc.

#### Amérique du Nord
EDF Renewables est la filiale nord-américaine d’EDF Renouvelables dédiée aux énergies renouvelables.

#### Canada
En janvier 2018, EDF EN annonce la mise en service du parc éolien de Nicolas-Riou dans le sud-est de la province de Québec, via sa filiale locale EDF EN Canada. Elle représente une capacité installée de 224 MW.
En décembre 2018, EDF Renouvelables au Canada annonce la signature d’un accord de soutien pour l’électricité renouvelable avec l’AESO, le gestionnaire du réseau électrique de l’Alberta. Ce contrat d’une durée de vingt ans porte sur le projet éolien de Cypress, d’une capacité de 201,6 MW.

#### États-Unis
En avril 2016, le groupe signe un contrat de fourniture d'électricité avec Southern California Edison (SCE), une société d'électricité locale. Ce contrat porte sur l'électricité générée par la future centrale solaire de Valentine, d'une puissance de 111,2 MW.
Le 25 avril 2016, EDF Renewable Energy (RE), rachète Global Ressources Options. La société, dite "groSolar", créé en 1997, compte une cinquantaine de salariés et est spécialisée dans l'installation et la vente de centrales photovoltaïques aux États-Unis.
Elle annonce le 13 juillet 2017 avoir acquis deux projets d'énergie solaire d'une capacité de 179 mégawatts auprès du groupe First Solar. Ces sites sont nommés « Switch Station » 1 et 2, et sont encore[Quand ?] en cours de construction dans le Nevada.
Le 15 septembre 2017, elle annonce la signature d’un contrat de fourniture d’électricité dite « virtuelle » (VPPA -Virtual Power Purchase Agreement) entre sa filiale locale, EDF Renewable Energy, et Kimberly-Clark Corporation, portant sur 120 des 154 MW du projet éolien de Rock Falls (Oklahoma). La mise en service du parc, prévue à décembre 2017, est effective au 14 décembre 2017.
EDF Renewable Energy signe en novembre 2011 avec Google un contrat portant sur la fourniture de 200 MW de capacité installée, générée par le projet éolien de Glacier Edge (État de l’Iowa).
Fin janvier 2018, EDF Renewable Energy annonce la mise en service du parc éolien de Red Pine (Minnesota), composé de 100 turbines et d’une capacité installée de 200 MW.
Fin septembre 2018, EDF Renewables North America et EnterSolar, fournisseur de solutions pour la production décentralisée d’énergie solaire aux clients commerciaux et industriels, concluent un partenariat stratégique portant sur l’entrée à hauteur de 50 % d’EDF Renewables au capital d’EnterSolar.
En novembre 2018, EDF Renouvelables annonce la signature de deux contrats d’achat d’électricité d’une durée de vingt ans portant sur le projet Big Beau Solar+Storage (Californie). L’installation, d’une capacité de 128 MWac, est couplée à 40 MW (160 MWh) de stockage sur batteries. 55 % de la production électrique de l’installation sera vendue à deux fournisseurs d’électricité locaux, Silicon Valley Clean Energy (SVCE) et Monterey Bay Community Power (MBCP). La mise en service de la future installation devrait se faire d’ici à fin 2021.
Le même mois, EDF Renouvelables en Amérique du Nord et Shell Energy North signent un contrat d’achat d’électricité (PPA) portant sur la production d’énergie d’une tranche de 132 MWc (100 MWac) du projet photovoltaïque de Palen (500 MWac), appelé « Maverick 4 ». Ce projet est situé dans le comté de Riverside de l’État de Californie, dans le désert des Mojaves.
En décembre 2018, EDF Renouvelables en Amérique du Nord et Shell New Energies U.S. annoncent la constitution d’une coentreprise pour le développement du site d'éolien en mer OCS-0499, situé dans la zone d’énergie éolienne du New Jersey (WEA), dans le cadre d’un bail délivré par les autorités fédérales américaines.
En janvier 2019, EDF Renouvelables poursuit son développement nord-américain. Le 15 du mois, la filiale annonce la mise en service d’un parc de quarante éoliennes (Projet Copenhagen) au nord de l’État de New York pour une puissance de 80 MW. Le 17, EDF Renouvelables officialise l’achat d’un projet de parc éolien, d’une puissance de 300 MW, au Nebraska. La mise en service du parc est prévue pour la fin de l’année 2020. À la fin du mois, la société d'intérêt public NYSERDA de l’État de New York confirme l’attribution à EDF Renouvelables d’un projet photovoltaïque d’une puissance de 212 MWc / 170 MWac à Morris Ridge.
En mars 2019, la filiale poursuit son développement aux États-Unis en annonçant la signature d’une série de contrats de vente pour cinq centrales solaires en Floride, d'une capacité totale de 310 mégawatts.

### Afrique

#### Afrique du Sud
Début février 2015, le groupe lance son premier parc éolien terrestre en Afrique du Sud : le parc éolien de Grassridge, d'une puissance de 60 MW et qui est exploité par la filiale locale du groupe, Innowind. C'est le premier parc producteur à être exploité en Afrique.

#### Égypte
Fin octobre 2017, EDF Énergies Nouvelles et Elsewedy Electric Group s’associent pour la conception, la construction et l’exploitation de deux centrales solaires d’une puissance totale de 100 MWac en Égypte, à Assouan.
En octobre 2019, EDF Renouvelables met en service deux nouvelles centrales solaires d’une capacité de 65 MW chacune dans la province d'Assouan.

#### Madagascar
En avril 2025, EDF Renouvelables entre dans le capital de la Compagnie générale l'hydroélectricité de Volobe à hauteur de 37,5 % en participant à la construction du barrage hydroélectrique de 120 MW dans le district de Toamasina II.

### Moyen-Orient

#### Arabie saoudite
Fin août 2017, EDF EN est sélectionnée, avec 24 autres sociétés, pour proposer une réponse à l’appel d’offres consacré à la réalisation d’un parc éolien de 400 MW à Dumat Al-Djandal, dans la région d’Al-Jawf. Les entreprises sélectionnées ont jusqu’à janvier 2018 pour présenter leurs propositions définitives. En 2024, le consortium dirigé EDF Renouvelables remporte l'appel d'offres pour deux centrales solaires.

#### Émirats arabes unis
EDF Énergies Nouvelles annonce le 22 mai 2017 son association au consortium chargé de développer la troisième phase du parc solaire Mohamed ben Rached Al-Maktoum, situé à Dubaï. Il s’agit d’une centrale photovoltaïque d'une capacité de 800 mégawatts. Elle met en service en mai 2018 la première tranche de cette phase 3 (Dewa III), de 200 MW.
Le projet est remporté par le consortium formé par EDF Renouvelables et Masdar (Abu Dhabi Future Energy Company PJSC) à la fin du mois de janvier 2019.

#### Israël
Alors que l'État israélien prévoit de faire passer à 17 % la part d'énergies renouvelables dans son mix énergétique, EDF Énergies Nouvelles annonce le 22 mai 2016 la mise en service d'une centrale solaire photovoltaïque de Zmorot en Israël. La centrale sera construite dans le désert du Néguev et bénéficiera d'une capacité installée de 50 MWc, soit les besoins annuels d'environ 30 000 personnes pendant 20 ans.
En octobre 2018, EDF Renouvelables en Israël annonce la mise en service de cinq centrales solaires photovoltaïques totalisant 101 MWc de capacité installée, situées dans le désert du Néguev : Mashabei Sadeh (60 MWc), Pduyim (14 MWc), Mefalsim (13 MWc), Kfar Maimon (7 MWc) et Bitha (7 MWc).

### Asie

#### Chine
En février 2018, EDF Énergies Nouvelles et Asia Clean Capital (ACC) annoncent la création d’une coentreprise visant à construire et exploiter un portefeuille de projets d’énergie solaire répartie en toiture en Chine.

#### Inde
En avril 2017, SITAC Wind Management and Development, une société spécialisée dans l’éolien détenue à parité par EDF Énergies Nouvelles et le groupe SITAC, met en service cinq parcs éoliens dans l’État du Gujarat. Ils sont constitués de 82 turbines qui totalisent une capacité installée de 164 MW.
En juillet 2019, EDF Renouvelables signent 4 contrats de vente d'électricité avec Total Eren sur des projets de centrales solaires dans l’état de l’Uttar Pradesh.

## Finances

### Actionnariat
L'action EDF Énergies Nouvelles, précédemment cotée sur le marché parisien, fut suspendue de cotation le 12 août 2011 puis sur décision de l'AMF retirée de la Bourse française après qu'EDF, le 23 juin de la même année, ait affirmé être en possession de 96,71 % des actions d'EDF EN. L'ensemble des actions détenues par des porteurs minoritaires ont à ce moment-là été transférées vers la société EDF.
Au 27 septembre 2011, EDF : 100,00 %,.

### Financement des projets
Dès 2015, EDF EN finance plusieurs projets éoliens en France par le financement participatif grâce à un partenariat avec la plateforme Lendosphere, afin d'« associer le plus grand nombre au développement de ces projets ».